# Gurupá
Gurupá là một đô thị thuộc bang Pará, Brasil. Đô thị này có diện tích 8540,03 km², dân số năm 2007 là 26150 người, mật độ 3,1 người/km².